# Daniel Seghers
Daniel Seghers (Anvers, 3 de desembre de 1590 - id. 2 de novembre de 1661), fou un jesuïta i pintor barroc flamenc. Deixeble de Jan Brueghel el Vell, Seghers es va especialitzar en la pintura de flors, particularment en la forma de cartel·les envoltades amb grlandes, gènere que contribuí a fixar amb les seues pintures, molt apreciades per les corts europees i amb diversos imitadors. Era el germà major del també pintor Gerard Seghers.

## Biografia
Nascut a Anvers, en morir son pare, cap al 1601, sa mare va emigrar a Utrecht en les Províncias Unides neerlandeses on el jove Daniel va rebre una educació calvinista. Una vegada va tornar a Anvers, entrà en el taller de Jan Brueghel de Velours, inscrivint-se com a pintor en 161 en el Gremi de Sant Lluc. Convertit al catolicisme, potser per la influència del seu mestre, l'any 1614 va ingressar en el noviciat de la Companyia de Jesús a la ciutat de Mechelen.
Acabada la seua formació va tornar a Anvers, on va col·laborar amb Jan Brueghel i Peter Paul Rubens en la decoració de l'Església de Sant Ignasi (actual església de sant Carles Borromeu) ja com a especialista en la pintura de flors. Després d'una estada a Brussel·les en 1625 va fer els seus vots com a germà llec jesuïtai se'l envià a Roma on va romandre durant dos anys, completant la seua formació artística. De tornada a Anvers el 1627, va romandre allí fins a la seua mort (1661) dedicat al seu treball de pintor amb una abundant producció.

## Obra

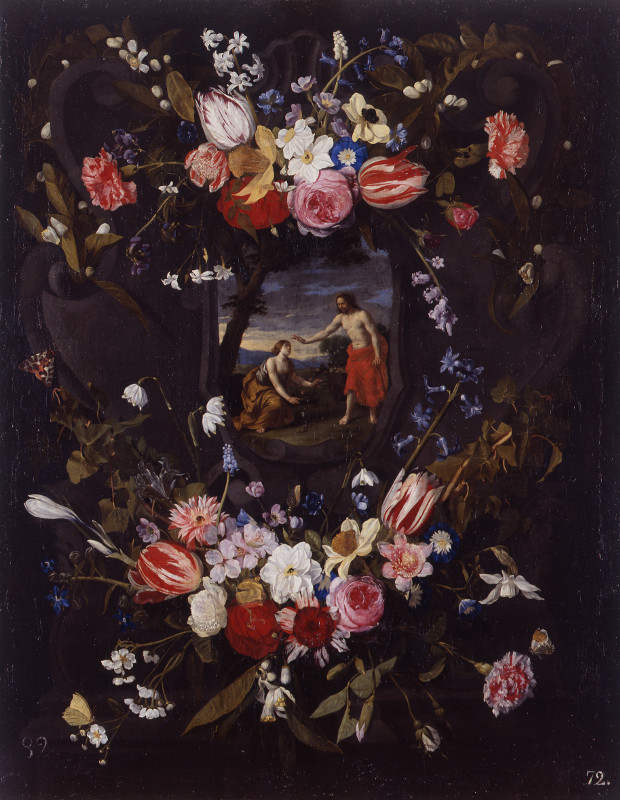
Garnalda de flors amb el Noli me Tangere, oli sobre llenç (91,5 x 72 cm.), Museu de Belles Arts de València.

Les obres de Seghers són el reflex d'un gènere de pintura flamenca en el qual una garlanda de flors envolta algun passatge evangèlic, algun sant o un altre símbol religiós. Aquest tipus de pintura havia estat inventada pel mestre de Seghers, Jan Brueghel i Federico Borromeo a principis del segle xvii, inicialment estava relacionada amb les idees de la Contrareforma. A la segona meitat del segle, però, els temes seculars com ara retrats i temes mitològics també van decorar la part central de les moltes pintures fetes d'aquesta manera. En els quadres de Seghers les flors seran habitualment tulipes i roses silvestres disposades lliurement en grups lleugers i il·luminades per una llum que sembla nàixer de l'interior de les mateixes flors.
Per a la realització de les figures, emmarcades en cartel·les de pedra formant nínxols de color obscur i disseny manierista, i a vegades pinats com a grisalla per a accentuar el seu caràcter d'objectes de devoció, Seghers va comptar amb la col·laboració d'altres artistes. Aquest esperit de col·laboració artística, que ja s'havia vist en les primeres pintures de garlandes de flors fetes per Brueghel i Peter Paul Rubens, és, de fet, una qualitat notable de la pintura flamenca del segle xvii a Anvers.
Encara que molts dels col·laboradors de Seghers eren artistes locals anònims, sovint va treballar amb pintors com Cornelis Schut, Erasmus Quellinus II, Abraham van Diepenbeek, Simon de Vos, Jan van den Hoecke, Gonzales Coques i Rubens. Thomas Willeboirts Bosschaert s'esmenta com el seu ajudant. En un procés a la inversa, sembla probable que durant la seua estada a Roma, on va configurar definitivament el seu estil, Seghers completara amb les seues flors algunes pintures preexistents de Domenichino.
La seua pintura va gaudir d'una gran acceptació des d'un primer moment, generant l'interès de grans col·leccionistes i també d'imitadors, com Jan Philips van Thielen.Entre els col·leccionistes dels seus quadres estaven grans prínceps i aristòcrates europeus, els seus quadres eren molt apreciats i col·leccionats en la cort de Príncep d'Orange Frederic Enric de La Haia. Allí, el col·leccionista d'art i secretari del príncep Constantijn Huygens lloà les pintures amb poesia i va mantenir correspondència amb el pintor, escrivint que gairebé podia olorar les flors. El poeta neerlandés Joost van den Vondel també va escriure molt bé dels quadres de Seghers. Altres col·leccionistes són Cristina de Suècia, Carles I, Felip IV, Maria de Mèdici i Carles II, aquest va visitar l'artista en 1649, i Leopold Guillem d'Habsburg.
Moltes de les pintures Seghers són oli sobre coure, un suport d'ús freqüent per a les pintures de gabinet de petit format. De fet, les seves pintures no es venien a través de contactes tradicionals, com els marxants d'art, en lloc d'això es van presentar com regals de l'ordre dels jesuïtes a aquells, inclosos els membres de la noblesa, que estaven proporcionant fons per al funcionament de les seves escoles. Aquesta pràctica explica la dispersió de les obres de Seghers i la seua presència en els principals museus europeus.